# Butrymańce (okręg wileński)
Butrymańce (lit. Butrimonys) − wieś na Litwie, zamieszkana przez 462 ludzi, w rejonie Soleczniki, gminie Butrymańce w połowie drogi między Ejszyszkami i Solecznikami.